# Vertrekpremie
Een vertrekpremie of vertrekbonus is een financiële vergoeding aan een werknemer bij ontslag. Voor een werkgever kan een reorganisatie of herstructurering reden zijn voor ontslag. De arbeidsovereenkomst kan dan in onderling overleg of door tussenkomst van de kantonrechter worden beëindigd. Daarbij is het mogelijk dat de ontslagen werknemer een vertrekpremie ontvangt van de werkgever.
Een vertrekpremie wordt ook wel transitievergoeding, ontslagvergoeding, gouden handdruk of gouden parachute genoemd, hoewel deze begrippen qua betekenis niet altijd volledig overeenkomen. Ook wordt wel de term ontbindingsvergoeding gebruikt, hoewel dat enkel de ontslagvergoeding betreft die toegekend wordt bij ontslag via de kantonrechter (ontbinding), en de vertrekpremie buiten een gerechtelijke procedure om overeengekomen wordt.

## Vertrekpremie in Nederland
Een werkgever kan diverse redenen hebben om aan een werknemer bij ontslag een vertrekpremie uit te keren. Een vertrekpremie kan afgesproken worden als onderdeel van een beëindigingsovereenkomst, of de werkgever kan op basis van een sociaal plan verplicht zijn om bij ontslag wegens een reorganisatie een vertrekpremie uit te keren. Bij het bepalen van de hoogte van de vertrekpremie kan aangesloten worden bij de kantonrechtersformule, maar ook kan de hoogte afhankelijk zijn van de inkomensachteruitgang (en eventueel pensioenachteruitgang) na ontslag. Bij het bepalen van de hoogte van de vertrekpremie kan een aantal factoren een rol spelen, zoals:
- Duur van het dienstverband
- Leeftijd van de werknemer
- Het salaris
- Verwijtbaarheid van het ontslag
- Het functioneren van de werknemer
- De reden van beëindiging van het dienstverband
- De mogelijkheid van de werknemer om elders een vergelijkbare positie te verwerven
- Sollicitatie-activiteit / outplacementbegeleiding
- De financiële positie van de werkgever en de werknemer
- De door de werknemer geleden financiële gevolgen, waaronder pensioenschade
- "Nuisance value"; publiciteitsgevoeligheid

De (oud-)werknemer kan de vertrekpremie "gewoon" uit laten betalen (als eenmalige uitkering), maar ook kan gekozen worden voor een wijze van uitbetaling die voor de werknemer gunstiger is (en voor de werkgever niet ongunstiger), namelijk als stamrecht (via een verzekeraar of een eigen stamrecht BV).
De Wet normering topinkomens bepaalt onder meer dat topfunctionarissen in de publieke en semipublieke sector met hun werkgever geen uitkeringen wegens beëindiging van het dienstverband mogen overeenkomen die gezamenlijk meer bedragen dan € 75.000.